# أندرييفكا
أندرييفكا (بالروسية: Андреевка) هي مدينة في مقاطعة موسكو أوبلاست في روسيا.